# Steinþór Freyr Þorsteinsson
Steinþór Freyr Þorsteinsson (29 juli 1985) is een IJslands voetballer die bij voorkeur als middenvelder speelt. Hij verruilde in januari 2014 Sandnes Ulf voor Viking FK. Steinþór Freyr Þorsteinsson debuteerde in 2009 in het IJslands voetbalelftal.
Hij staat bekend om zijn acrobatische manier van ingooien: tijdens het ingooien maakt hij regelmatig een overslag waardoor de bal ver het 16 metergebied inkomt.